# 双节蝌蚪螺
双节蝌蚪螺（学名：Gyrineum bitubercularium），又名双结节神螺，是玉黍螺目的一個物種。曾屬於法螺科的「神螺屬」，今屬嵌線螺科的翼法螺屬。

## 分佈
本物種見於阿拉伯半岛東部、印度尼西亚及中国大陆的东海和南海海域，常栖息在潮下带。